# Kapuzinerkloster Wertheim

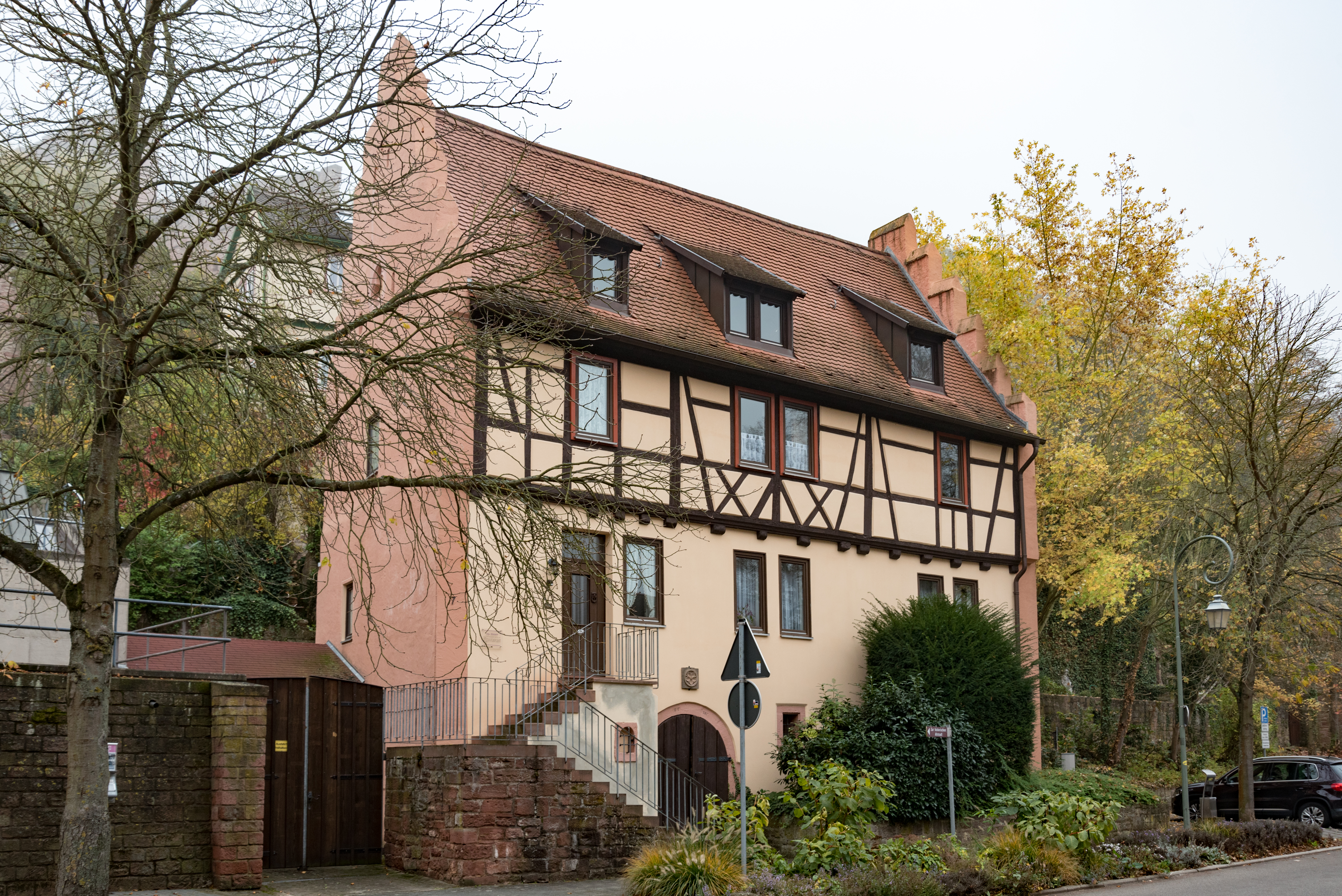
Das ehemalige Kapuzinerhospiz und sogenannte „Klösterle“ in Wertheim

Das Kapuzinerkloster Wertheim, umgangssprachlich das sogenannte „Klösterle“ Wertheim, war ein Kloster des Kapuzinerordens in Wertheim im Main-Tauber-Kreis in Baden-Württemberg.

## Geschichte
Um die Wertheimer Bevölkerung zum römisch-katholischen Glauben zurückzugewinnen, holte Graf Johann Dietrich zu Löwenstein-Wertheim-Rochefort die Kapuziner im Jahr 1631 nach Wertheim. Bereits im Jahre 1649 mussten die Kapuziner jedoch aufgrund der Bestimmungen des Westfälischen Friedens die Stadt wieder verlassen. Im Jahre 1682 berief der spätere Fürst Maximilian Karl zu Löwenstein-Wertheim-Rochefort die Kapuziner erneut als Hofkapläne nach Wertheim. Dieser wies ihnen das nahe der Stiftskirche gelegene „Klösterle“ als Ordensniederlassung zu. Bis ins 19. Jahrhundert feierten die Kapuziner Heilige Messen im Chorbereich der Stiftskirche, die durch die Reformation evangelisch gewordenen war. Die Löwenstein-Wertheim-Rosenbergische Standesherrschaft versorgte die kleine Kapuzinerniederlassung Wertheim, die zwischen zwei bis vier Ordensbrüder beherbergte, mit Naturalien und Finanzmitteln. Die Brüder wurden von ihren Konventen auf Zeit nach Wertheim entsandt. Etwa alle drei Jahre erfolgte ein Wechsel. Das Kapuzinerhospiz Wertheim erlosch mit der Zurruhesetzung des letzten Präses Venantius Arnold im Jahre 1834 und dessen Tod im Jahre 1836.

## Gebäude
Beim ehemaligen Kapuzinerkloster handelt es sich um ein zweigeschossiges Gebäude mit massivem Hang- und erstem Obergeschoss und Fachwerkobergeschoss sowie massiven Staffelgiebeln und Satteldach. Im Hanggeschoss befindet sich ein rundbogiges Portalgewände. Das Gebäude ist bezeichnet mit der Jahreszahl 1528. Im Giebel bestehen Dreipassfenster (diese sollen von einem, mittlerweile abgebrochenen Nachbargebäude stammen). Laut Inschrifttafel wurde das Gebäude 1528 „renoviert“. 1977 fanden kleinere Umbauten im Inneren statt, unter anderem ein Austausch der Fenster und eine Fachwerkfreilegung. 1992 folgte eine Dachinstandsetzung und -neueindeckung. Vom 17. Jahrhundert bis 1840 diente das Gebäude den Kapuzinern als Konvent. Das „Klösterle“ steht nach vier Seiten frei am abfallenden Gelände zu Füssen des Schlossberges und ist Teil des von öffentlichen Gebäuden geprägten nördlichen Abschnitts der Mühlenstraße. Durch seine historische Nutzung, sein auffälliges Erscheinungsbild und seinen hohen Überlieferungsgrad hat er ehemalige Konvent exemplarischen Wert für die Stadtgestalt und Stadtgeschichte.